# Majušna perunika
Majušna perunika (lat. Iris pumila), zeljasta cvjetnica iz porodice perunikovki. To je To je višegodišnji rizomatski geofit i prvenstveno raste u umjerenom biomu, raširen po Europi sve do Kavkaza, i Krima.
Stabljika nema ili nije veća od 1 cm. Lišće se uzdiže. Cvjetovi su žuti, plavi ili raznih nijansi ljubičaste. Cvjeta od kraja ožujka do sredine svibnja.
Iris pumila široko se uzgaja u vrtovima i često ostaje godinama nakon uzgoja oko starih nastamba i uz ceste. Stoga je izuzetno teško dokumentirati i mapirati njezinu spontanu pojavu. Iako su većina, ako ne i sve, modernih patuljastih perunika hibridnog podrijetla, čini se da određeni broj herbarijskih primjeraka iz devetnaestog stoljeća predstavlja divlje oblike I. pumila.
- I. pumila
- I. pumila
- I. pumila
- I. pumila